# Epílogo (narratología)
Un epílogo (del griego ἐπίλογος, epílogos = ‘conclusión’; de ἐπί-, epi- = ‘sobre’ y λέγειν, légein = ‘discurso’) es una parte final, opcional, en una obra de ficción (aplicada usualmente a novelas, películas, series de televisión o videojuegos) que narra hechos producidos tras el desenlace de la trama principal, como por ejemplo el destino de los personajes protagonistas tras ese desenlace. Concluye o «cierra» la obra. El epílogo puede presentarse desde la misma perspectiva que la historia o desde una perspectiva narrativa completamente diferente: un epílogo en el que el autor se muestra y habla indirectamente al lector se llama en inglés «afterword». Lo opuesto al epílogo es el prólogo, un fragmento al principio de una obra de ficción , que sirve normalmente para abrir la historia y captar el interés.

## En la literatura

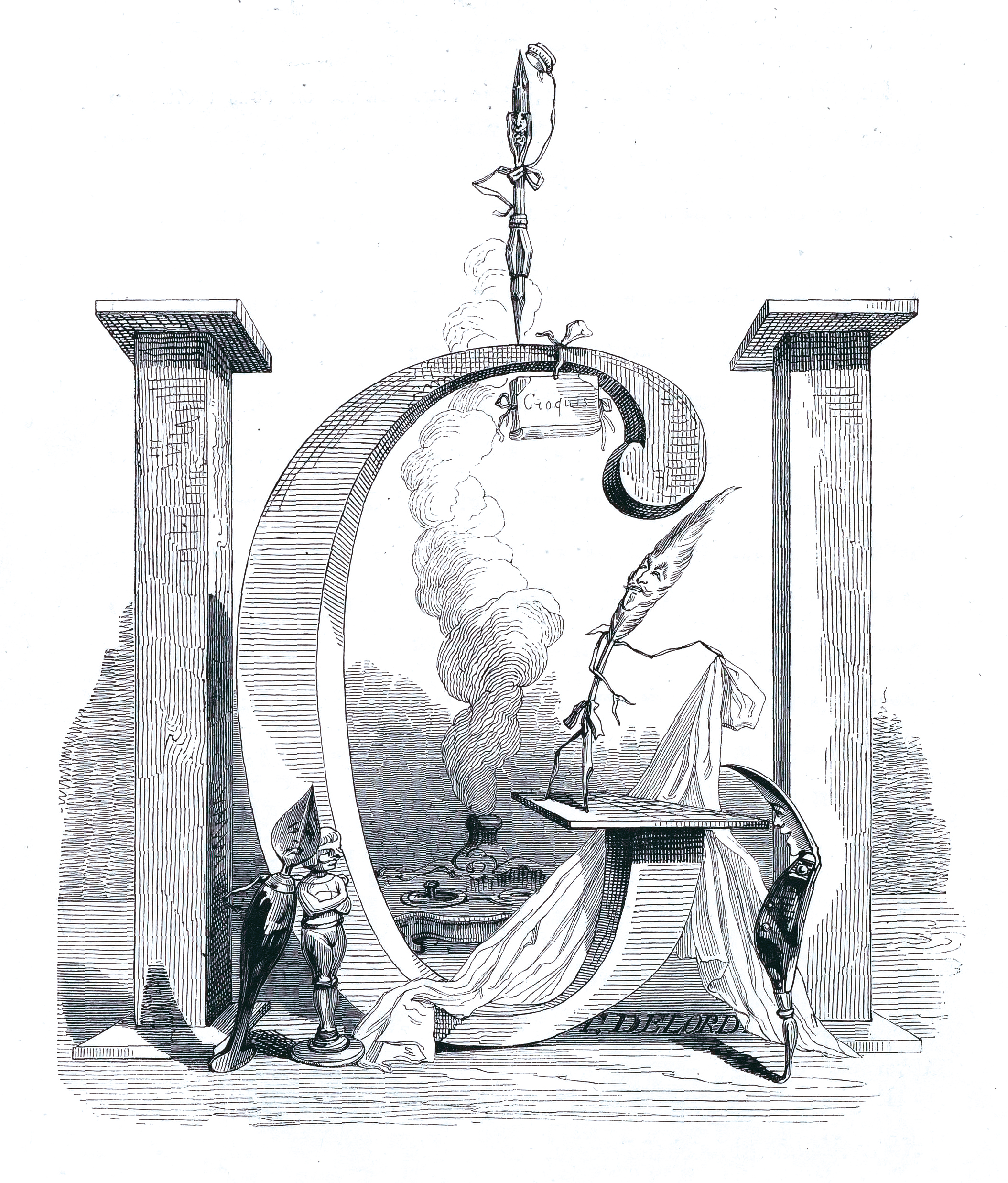
Ilustración del epílogo de Un Autre Monde, de Grandville.

El epílogo se suele materializar en la literatura como un capítulo más al final de la historia que a menudo sirve para revelar el destino de los personajes. Algunos epílogos pueden presentar escenas relacionadas sólo de manera tangencial con la trama del relato. Se pueden usar para introducir una secuela o para acotar un desenlace difuso. Los hechos narrados en el epílogo pueden transcurrir un tiempo significativo después de los correspondientes a la trama principal. En algunos casos, el autor emplea el epílogo para «dar al protagonista una oportunidad de hablar libremente».
El epílogo puede continuar en el mismo estilo y perspectiva que la historia precedente, aunque en ocasiones toma una forma drásticamente diferente a la de la historia. También se puede usar como una secuela en sí mismo.

## En el cine
En una película, las escenas finales pueden presentar un montaje de imágenes fijas o breves secuencias con una explicación sobre el destino de los personajes. Unos pocos ejemplos de este tipo de epílogos son los de American Graffiti (1973), National Lampoon's Animal House (1978), Nine to Five (1980), Four Weddings and a Funeral (1994), Remember the Titans (2000), Changeling (2008) o Harry Potter y las Reliquias de la Muerte: parte 2 (2011).
Hay muchas películas que no sólo incluyen unos pocos trazos del futuro del personaje, sino que el epílogo es fundamental en la obra. Muchos de los epílogos cinematográficos se muestran en forma dramática, a menudo en silencio para mostrar un hecho importante; como por ejemplo el destino de un personaje de la película.
En muchos documentales y biopics, el epílogo está en «modo texto», y explica lo que sucede a los personajes tras los hechos cubiertos por la película.